# Theo van Gogh (filmregissör)

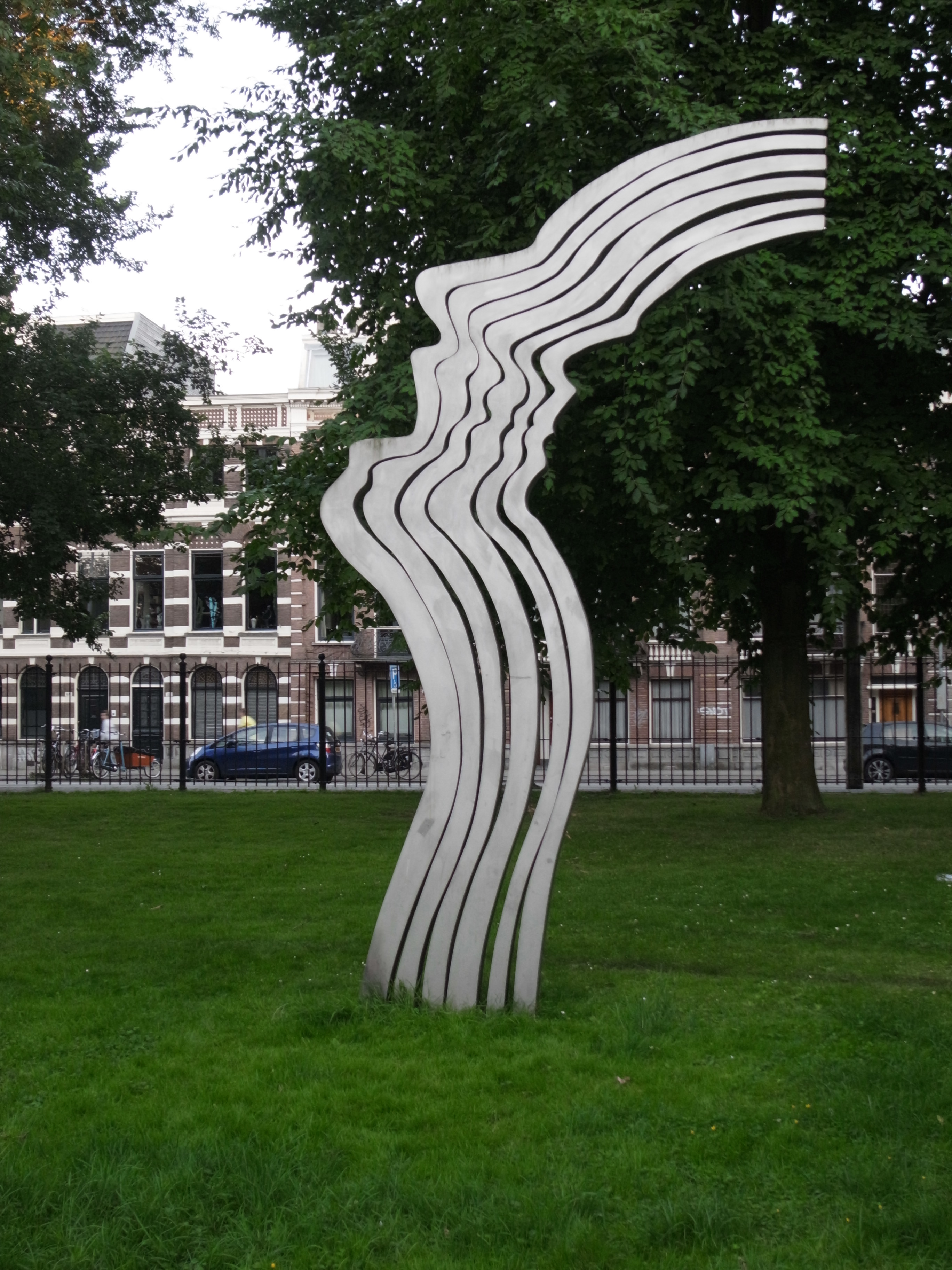
Skriket av Jeroen Henneman, minnesplats för filmregissören Theo van Gogh.

Theodoor "Theo" van Gogh (uttal: ['teːjoː vɑn xɔx]), född 23 juli 1957 i Haag, död 2 november 2004 i Amsterdam (mördad), var en nederländsk filmskapare, TV-producent, publicist och skådespelare. Han var sonsonson till konsthandlaren Theo van Gogh, målaren Vincent van Goghs yngre bror.

## Biografi
Tillsammans med den i Somalia födda kvinnliga politikern Ayaan Hirsi Ali gjorde han 2004 kortfilmen Underkastelse. Filmens tema var våldet mot kvinnor i muslimska samhällen och visade fyra kvinnor i negligéer med tryck bestående av texter ur Koranen. Han var en i Nederländerna välkänd kritiker av islam, och ett av hans sista bokprojekt var Allah weet het beter ("Allah vet bäst") i vilken han förmedlade sina åsikter om islam.
Trots de allvarliga hot som riktades mot honom efter denna film vägrade han att gå med på polisbevakning. Den 2 november 2004 mördades han på öppen gata av den muslimska fanatikern Mohammed Bouyeri. Bouyeri lämnade ett skrivet meddelande bestående av fem papperslappar, fastnaglade i den mördade kroppen med en kniv, där han förklarade att mordet förövats på grund av van Goghs brott mot islam och där västvärlden, judarna och Ayaan Hirsi Ali hotades.
Bland annat på grund av detta mord förespråkar de flesta nederländska partier en strikt invandringspolitik. Kraven för att släppas in i landet hör nu till de hårdaste inom EU och inbegriper både språktest och prov på kunskaper om landets kultur.
Theo van Gogh var även kolumnist i dagspressen. I denna sin verksamhet kritiserades han bland annat för att kalla marockanerna i Nederländerna för geitenneukers ("getknullare"), och för att säga att judar är alltför fixerade vid Auschwitz. Han var en uttalad anhängare av George W. Bush och den amerikanska invasionen av Irak. Han var även vän med politikern Pim Fortuyn, som mördades 2002.